# Brahicefalija
Brahicefalija (grčki: βραχύς — kratak, kefale — glava) ili bikoronalna sinostoza je prematurna bilateralna fuzija koronalne suture ili šava, sa tipičnim brahiocefaličnim oblik lobanje (kratkoglavost, sa širokom čovekovom lobanjom, kod koje širina iznosi više od 80% dužine). Iako se javlja kao nesindromska kraniosinostoza, anomalija je mnogo češće prisutna u sklopu kraniofacijalnih sindroma.

## Epidemiologija
Bikoronalna sinostoza dominmantno se javlja kod osoba ženskog pola u 60 — 75% slućajeva.

## Klinička slika
Klinički bolest se manifestuje:
- bikoronalnom sinostozom koja odgovara brahiocefaličnoj lobanji sa izbočenom i zaravnjenom frontalnom kosti (akrocefalija),
- udubljenim supraorbitalnim lukovima,
- proptozom ili egzoftalmus promenljivog stepena,
- ispupčenim verteksom koji je pomeren unapred,
- zadebljalom skvamom temporalnih kostiju.

Biparijetalni dijametar je širok, a visina kranijalnog svoda je povećana. Koštani greben nad koronalnom suturom nije previše naglašen, prednja lobanjska jama je skraćena, a okciput je zaravnjen.
Vrednost OFC je najčešće u donjim percentilima, a CI > 80.
Funkcionalni poremećaji
Najčešći funkcionalni poremećaji kod koronalne sinostoze su:
- zastoj psihomotornog razvoja
- rani znaci cerebralne paralize
- znaci povišenog intrakranijalnog pritiska
- egzoftalmus sa keratitisom usled nepotpunog zatvaranja očnih kapaka
- gubitak oštrine vida i defekti u vidnom polju usled intrakranijalne hipertenzije ili stenoze optičkog kanala.
- strabizam sa ili bez ambliopije, astigmatizam, hipermetropija,
- gubitak binokularnog vida kao posledica unilateralnog poremećaja razvoja orbite,
- malokluzija.[6]

## Dijagnoza
Dijagnoza se postavlja na osnovu 3D-CT nalaza koji prikazuje abnormalni brahiocefalični oblik lobanje sa uspravnim i visokim čelom, plitkim orbitama i kratkom prednjom lobanjskom jamom.
Patognomoničan znak je zakošenost orbita u AP projekciji i elevacija malih krila sfenoidne kosti u lateralnoj projekciji sa retrakcijom gornjeg i lateralnog zida orbite koja se opisuje kao bilateralni znak Arlekinovog oka, koji je u slučaju unikoronalne sinostoze prisutan samo na zahvaćenoj strani.
Biparijetalni (transverzalni) dijametar lobanje je povećan, a AP skraćen. 3D-CT pregled procenjuje i dijametar optičkog kanala, kao i anatomiju srednjeg i unutrašnjeg uva kod kraniofacijalnih dizostoza.

## Diferencijalna dijagnoza
Diferencijalna dijagnostika uključuje:
- normalne brahicefalične varijacije oblika lobanje,
- pozicione (funkcionalne) deformitete lobanje,[12]
- multisuturne sinostoze,
- kraniofacijalne sindrome.[6]

## Terapija
Mnoge vrste kraniosinostoze zahtevaju operativni zahvat. Hirurški postupak je osmišljen za oslobađanje pritiska na mozak, uklanjanje kraniosinostoze i omogućavanje mozgu da pravilno raste. Po potrebi se hirurški zahvat obično izvodi tokom prve godine života. Ali, vreme operacije zavisi od toga kada su šavovi zatvoreni i da li beba ima jedan od genetskih sindroma koji mogu izazvati kraniosinostozu.
Bebama sa vrlo blagom kraniosinostozom možda neće biti potrebna operacija. Kako beba raste i raste kosa, oblik lobanje može postati manje uočljiv. Ponekad se mogu koristiti posebne medicinske kacige da bi se pomoglo da se pravilno oblikovala bebina lobanja.
Svaka beba rođena sa kraniosinostozom je različita, a stanje može varirati od blagog do teškog. Većina beba sa kraniosinostozom je inače zdrava. Međutim, neka deca imaju zastoj u razvoju ili intelektualne teškoće, jer je ili kraniosinostoza sprečila bebin mozak da normalno raste i radi, ili zato što beba ima genetski sindrom koji je izazvao i kraniosinostozu, kao i probleme s tim kako mozak funkcioniše.
Beba sa kraniosinostozom moraće redovno da posećuje lekara kako bi se lekar uverio da se mozak i lobanja pravilno razvijaju. Bebe sa kraniosinostozom često mogu imati koristi od ranih intervencija kako bi im se pomogl kod bilo kakvih zastoja u razvoju ili kod narušenih intelektualnih sposobnosti. 
Neka deca sa kraniosinostozom mogu imati problema sa samopoštovanjem jer  su zabrinuta zbog izgleda i vidljivih razlika između njih i druge dece. U takvim uslovima grupna podrška roditelja ali i roditeljima može biti korisna za decu i porodice sa decom koja oboluje od urođenog oštećenja glave i lica, uključujući i kraniosinostozu.

## Prognoza
U zavisnosti od stepen oštećenja nervnog sistema zavise i psihički i razvojni poremećaji u telu deteta.
Kod prve grupe bolesnika  većina razvojnih anomalija je uglavnom blaga, što omogućava onima koji pate od ove bolesti da na kraju razvojnog siklusa funkcionišu samostalno u društvu. 
Kod druge grupe, težih bolesnika, to nije slučaj, pa neka  odojčad, deca i odrasli ljudi:
- umiru od ove bolesti,
- potpuno su onesposobljeni za samostalan život,
- ili su delimično onesposobljena i funkcionišu znatno ispod normalnih kapaciteta za svoj uzrast, što je slučaj kod većine bolesnika iz ove grupe.

## Spoljašnje veze
Mediji vezani za članak Brahicefalija na Vikimedijinoj ostavi

- „NINDS - Cephalic Disorders Overview”. Архивирано из оригинала 04. 10. 2018. г. Приступљено 14. 10. 2019. (језик: енглески)

|  | Molimo Vas, obratite pažnju na važno upozorenje u vezi sa temama iz oblasti medicine (zdravlja). |